# Villers-Bocage, Calvados
Villers-Bocage je naselje in občina v severozahodnem francoskem departmaju Calvados regije Spodnje Normandije. Leta 2006 je naselje imelo 2.868 prebivalcev.

## Geografija
Kraj se nahaja v pokrajini Normandiji 25 km jugozahodno od središča regije Caena.

## Uprava
Villers-Bocage je sedež istoimenskega kantona, v katerega so poleg njegove vključene še občine Amayé-sur-Seulles, Banneville-sur-Ajon, Bonnemaison, Campandré-Valcongrain, Courvaudon, Épinay-sur-Odon, Landes-sur-Ajon, Le Locheur, Longvillers, Maisoncelles-Pelvey, Maisoncelles-sur-Ajon, Le Mesnil-au-Grain, Missy, Monts-en-Bessin, Noyers-Bocage, Parfouru-sur-Odon, Saint-Agnan-le-Malherbe, Saint-Louet-sur-Seulles, Tournay-sur-Odon, Tracy-Bocage in Villy-Bocage z 10.068 prebivalci.
Kanton Villers-Bocage je sestavni del okrožja Caen.

## Zgodovina
V času zavezniške invazije v Normandiji med drugo svetovno vojno se je 13. junija 1944 na ozemlju Villers-Bocage odvijala bitka med britanskimi enotami in nemško vojaško silo; slednja je uspela zaustaviti in odbiti napad Britancev. Dva tedna kasneje je bil Villers-Bocage med operacijo Epsom porušen do tal.

## Zanimivosti
- dvorec iz 17. stoletja,
- cerkev sv. Martina, obnovljena leta 1955,